# Дуель під чинарою
«Дуель під чинарою» — радянський художній фільм 1979 року, знятий режисером Мелісом Абзаловим на кіностудії «Узбекфільм».

## Сюжет
Після невдалої спроби вступити до інституту молодий хлопець Нартай повертається з Ташкента до рідного села і стає чабаном. Минає час і закоханий у свою справу Нартай майже перестає думати про навчання. Але його мудрий батько — старий чабан, колишній фронтовик переконує сина у необхідності освіти. Нартай їде до Ташкента з нареченою Угілою.

## У ролях
- Рашид Маліков — Нартай (дублював Євген Леонов-Гладишев)
- Джалол Юсупов — Закір
- Хамза Умаров — Хаджимурад (дублював Ігор Єфімов)
- Обіджан Юнусов — Абдулла (дублював Лев Жуков)
- Фіруза Аріфханова — Угілай (дублювала Б. Бендерська)
- Асанкул Куттубаєв — дід Тіркаш (дублював Микола Гаврилов)
- Манзура Рахімходжаєва — подруга Угілай (дублювала Олена Павловська)
- Аброр Турсунов — Парпі (дублював Юрій Демич)
- Хусан Шаріпов — Вахоб (дублював Ігор Боголюбов)
- Уктам Лукманова — мати Угілай
- Саїб Ходжаєв — епізод
- Гані Агзамов — епізод
- Сагді Табібуллаєв — епізод
- Вахід Кадиров] — міліціонер
- Ергаш Шукрулаєв — епізод
- Аміна Фаєзова — епізод
- К. Агзамова — епізод
- Юрій Рубан — епізод
- Анвар Кенджаєв — епізод
- Сабіт Саїдов — епізод
- З. Таджибаєва — епізод
- Наріман Мухамедов — епізод
- Турсун Імінов — епізод
- Клара Джалілова — дружина Абдулли
- Н. Сабірджанов — епізод
- Євген Сегеді — епізод
- Р. Нурматов — епізод
- Айбек Нарзуллаєв — епізод
- Абдураїм Абдувахобов — епізод
- Зухрітдін Режаметов — епізод
- Анвара Алімова — епізод
- Ісамат Ергашев — епізод
- Аїда Юнусова — лікар

## Знімальна група
- Режисер — Меліс Абзалов
- Сценарист — Ріхсівой Мухамеджанов
- Оператор — Олександр Панн
- Композитор — Євген Ширяєв
- Художник — Садріддін Зіямухамедов